# Algrafija
Algrafija je vrsta tiskarske tehnike, pri katerem se uporablja aluminijasta ploščica kot osnovna ploskev za odtisk črk.
Algrafija se uporablja za tiskanje tiskovin.